# Jackhammer (película)
Jackhammer es una película canadiense-estadounidense de aventura, comedia y drama de 2013, dirigida por Michael Hanus, que a su vez la escribió junto a Guy Christie, Duncan MacLellan, Julian Paul y Jason Burkart, musicalizada por Emanuele Frusi, Mike Glover y Cory Rocklen, en la fotografía estuvieron Daniel Carruthers y Jerry Kott, los protagonistas son Guy Christie, Nicole Sullivan y Jamie Kennedy, entre otros. El filme fue realizado por Silent H. Productions y Téléfilm Canada; se estrenó el 1 de febrero de 2013.

## Sinopsis
Este largometraje trata acerca de un vergonzoso y perseverante actor, que es arrastrado al mundo del estriptis por su creído hermano.